# Ahmed Shukairi

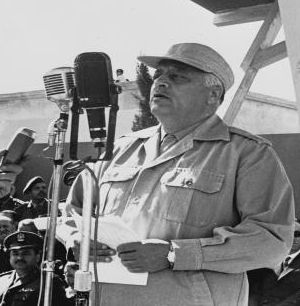
Ahmed Shukairi

Ahmed Shukairi ou Ahmad al-Shuqayrī (Tabnin, 1 de janeiro de 1908 – Amã, 25 de fevereiro de 1980) foi um político palestino, primeiro presidente da OLP (Organização para a Libertação da Palestina).

## Vida
Palestino nascido em 1908 no sul do Líbano, próximo à vila de Tabnīn, Ahmad al-Shukayri (em árabe: أحمد الشقيري) passou a maior parte de sua infância e adolescência em Tulkarem, Cisjordânia, mas estudou em Beirute, tornando-se advogado.
Ele se mudou para Jerusalém e se juntou à formação palestina al-Istiqlāl (Independência). Em 1963 tornou-se o representante do povo palestino na Liga Árabe e em 1964 foi nomeado presidente da recém-fundada OLP.

### Presidente da OLP
Em maio de 1964, foi eleito o primeiro presidente da OLP (Organização para a Libertação da Palestina) com o apoio do líder egípcio Gamal Abdel Nasser.  Ele renunciou em dezembro de 1967 após a Guerra dos Seis Dias em junho. Seus inimigos e oponentes o usaram como bode expiatório.  De 28 de maio a 2 de junho de 1964, Shukeiri e 396 representantes nomeados da Jordânia, Síria, Líbano, Faixa de Gaza, Egito, Catar, Kuwait, Líbia e Iraque participaram de uma Conferência Palestina (O Primeiro Conselho Nacional Palestino em Jerusalém Oriental). Os delegados usavam crachás com um mapa da Palestina e a inscrição "Nós retornaremos". Os tempos relatou que após um discurso introdutório do rei Hussein da Jordânia, Shukeiri disse aos delegados que "os palestinos experimentaram 16 anos de miséria e era hora de confiarem em si mesmos e libertarem a Palestina dos israelenses". A conferência anunciou o estabelecimento da OLP como representante dos árabes palestinos. Shukeiri e seus colegas também anunciaram a formação do Fundo Nacional Palestino, e na Segunda Conferência de Cúpula Árabe em Alexandria, em setembro de 1964, de uma ala militar, o Exército de Libertação da Palestina.

Antes da Guerra dos Seis Dias, foi relatado que Shukeiri ameaçou "jogar os judeus no mar" e, quando questionado sobre os judeus nascidos em Israel, ele disse que ""Quem sobreviver ficará em Filastin, mas na minha opinião ninguém permanecerá vivo". Essas declarações ganharam pouca atenção na época, mas depois da guerra foram usadas como parte da justificativa do governo israelense para o início da guerra. Shukeiri negou consistentemente ter feito tal declaração; sua negação não foi impressa na maioria da imprensa ocidental, mas foi noticiada na rádio francesa em setembro de 1967: 
Afirmei exatamente o contrário. Eu estava em Amã dois dias antes da agressão israelense e me perguntaram em uma entrevista coletiva se jogaríamos os judeus no mar se os árabes ganhassem a guerra. Respondi imediatamente a esta pergunta e disse que não desejamos jogar os judeus no mar nem queremos aniquilar os judeus. Mas as fontes judaicas distorceram essas declarações e, como você sabe, o sionismo é especialista em mentir e distorcer as coisas.
Moshe Shemesh escreve que ele provavelmente pretendia enviar os judeus europeus por mar para a Europa enquanto sua segunda declaração tinha um significado genocida 
Shukeiri foi sucedido como presidente da OLP por Yahya Hammuda em dezembro de 1967
Em 1967 Ahmad al-Shuqayrī - a quem o pacifista israelense Uri Avnerì definiu como "mercenário político" devido à sua proximidade com os regimes árabes da época - teve que abandonar a presidência da OLP e foi substituído por Yasser Arafat.
Ele morreu em 1980 em Amã, no Centro Médico Hussein.